# Kerala: Der Weg der Elefanten
Kerala: Der Weg der Elefanten ist ein Legespiel der deutschen Spieleautorin Kirsten Hiese, das 2016 bei dem Spieleverlag Kosmos Spiele erschien. Es wurde im gleichen Jahr mit dem österreichischen Spielepreis Spiel der Spiele ausgezeichnet.

## Spielweise
Bei Kerala: Der Weg der Elefanten geht es den Spielern darum, als Teilnehmer bei einem Elefanten-Festival in der indischen Provinz Kerala durch einen möglichst prächtigen Festplatz zu glänzen und für diesen möglichst viele Punkte zu erhalten. Es handelt sich um ein Legespiel, bei dem der Festplatz der Mitspieler jede Runde durch ein weiteres angelegtes Plättchen vergrößert wird. Gewinner ist der Spieler, der am Ende des Spiels die meisten Punkte für seinen Platz erhält.
Das Spielmaterial besteht neben der Spielanleitung aus:
- 5 Startplättchen in fünf Farben (blau, schwarz, grün, violett und rot),
- 10 Elefantenfiguren in fünf Farben,
- 100 Spielplättchen,
- einem Stoffbeutel und
- einem Wertungsblock.

### Spielvorbereitung
Zum Beginn des Spiels wählt jeder Mitspieler eine Spielfarbe und bekommt die entsprechenden Elefantenfiguren und das Startplättchen in dieser Farbe. Die beiden Elefanten werden jeweils auf das Startplättchen gestellt. Bei fünf Mitspielern werden alle 100 Spielplättchen gemischt und in den Stoffbeutel gelegt, bei weniger Mitspielern wird die Anzahl entsprechend der Spielanleitung reduziert. Der Wertungsblock und ein Stift werden für die Abrechnung am Spielende beiseite gelegt. Danach wird der Startspieler bestimmt (laut Spielregel der jüngste Spieler).

### Spielablauf
Der Startspieler bekommt den Beutel mit den Spielplättchen und zieht so viele Plättchen aus dem Beutel wie Spieler teilnehmen. Diese legt er offen in die Tischmitte, danach wählt er eines der Plättchen aus und legt es angrenzend an ein Feld seines Festplatzes an, auf dem sich eine der Elefantenfiguren befindet. Die Elefanten-Figur wird danach auf das neu angelegte Plättchen gelegt. Nach dem Spieler wählen die anderen Spieler im Uhrzeigersinn ebenfalls je ein Plättchen und legen es entsprechend an. Wenn alle Spieler ein Plättchen genommen oder gepasst haben, bekommt der nächste Spieler den Stoffbeutel und zieht neue Plättchen.
Neue Plättchen müssen grundsätzlich immer so an den Festplatz angelegt werden, dass sie waagerecht oder senkrecht an eines der beiden Plättchen mit einer der Elefantenfiguren angrenzen. Die Elefantenfigur wird danach auf das neue Plättchen gezogen. Statt ein neues Feld zu belegen, darf ein Spieler auch bereits liegende Plättchen überbauen. Für das Überbauen gelten die gleichen Regeln wie für das Anlegen: es dürfen nur Plättchen in Nachbarschaft der Elefantenfiguren überbaut werden und danach muss die Figur auf den dabei entstehenden Stapel ziehen. Zweimal im Spiel darf ein Spieler passen, wenn er die noch zur Verfügung stehenden Karten nicht nehmen und anbauen möchte. Um dies zu signalisieren, legt er jeweils eine seiner Elefanten-Figuren auf die Seite.
Im Spiel gibt es insgesamt sechs verschiedene Plättchen in jeweils fünf Farben:
| Plättchen                      | Aktion |
| ------------------------------ | --- |
| Elefantensymbole (1, 2 oder 3) | Für jedes Elefantensymbol im Festplatz bekommt der Spieler am Ende des Spiels jeweils einen Siegpunkt. |
| Farbiger Bogen                 | Wenn am Ende des Spiels angrenzend an den farbigen Bogen ein Plättchen in der Farbe des Bogens anliegt, bekommt der Spieler in der Endwertung 5 Pluspunkte. |
| Elefanten-Figur versetzen      | Wenn das Plättchen in den Festplatz eingesetzt wird und danach ein Elefant darauf zieht, darf der Spieler eine der eigenen Elefanten-Figuren auf ein beliebiges anderes Plättchen versetzen. |
| Plättchen verschieben          | Wenn das Plättchen in den Festplatz eingesetzt wird und danach ein Elefant darauf zieht, darf der Spieler sofort ein beliebiges Plättchen bzw. einen Stapel seines Festplatzes an eine beliebige andere Stelle verschieben. Das Plättchen darf nicht vollständig umbaut sein und durch das Verschieben darf der Festplatz nicht in zwei Teile geteilt werden. |

Der Zug des aktiven Spielers endet, wenn alle Aktionen der aktivierten Arbeiter aller Spieler durchgeführt wurden. Zum Abschluss zieht der Spieler das oberste Arbeiterplättchen von seinem Arbeiter-Nachziehstapel und nimmt es auf die Hand. Danach füllt er die offene Auslage der Urwaldplättchen wieder auf zwei Karten auf. Sind in beiden Fällen die Plättchen aufgebraucht, entfällt das Nachziehen.

### Spielende und Auswertung
Das Spiel endet, wenn die letzten Plättchen aus dem Beutel verteilt und an die entsprechenden Festplätze angebaut wurden. Danach erfolgt die Wertung auf dem Wertungsblock. Dafür werden zuerst die beiden Elefanten-Figuren vom Festplatz genommen und beiseite gestellt (liegende Elefanten werden liegend zur Seite gelegt). Die Wertung erfolgt wie folgt:
- Von jeder Farbe darf jeder Spieler nur ein zusammenhängendes Feld besitzen. Besitzt er mehrere gleichfarbige Felder, muss er überzählige Felder entfernen und erhält für jedes entfernte Plättchen (auch in potenziell vorhandenen Stapeln) jeweils 2 Minuspunkte. Die Ausnahme stellt die eigene Farbe dar, von dieser darf ein Spieler zwei Felder besitzen.
- Jeder Spieler sollte nach Möglichkeit von jeder Farbe ein Feld haben, für jede fehlende Farbe erhält er 5 Minuspunkte.
- Für jede noch stehende Elefantenfigur erhält der Spieler einen Punkt.
- Für jeden farbigen Bogen, an den ein Plättchen der korrekten Farbe angrenzt, erhält der Spieler 5 Punkte
- Für jedes Elefantensymbol, dass sich nach der Entfernung überzähliger Felder im Festplatz befindet, erhält der Spieler einen Punkt. Dabei werden die Punkte Farbe nach Farbe gewertet.

Gewinner des Spiels ist der Spieler, der die meisten Punkte erreicht; bei Gleichstand teilen sich mehrere Spieler den Sieg.

## Ausgaben und Rezeption
Das Spiel Kerala: Der Weg der Elefanten wurde von Kirsten Hiese entwickelt und zur Nürnberger Spielwarenmesse 2016 beim Spieleverlag Kosmos Spiele veröffentlicht. Im gleichen Jahr erschien das Spiel auf Englisch unter dem Titel Kerala: The Way of the Elephant  sowie auf Spanisch bei SD Games.
Das Spiel wurde 2016 beim österreichischen Spielepreis der Wiener Spieleakademie Spiel der Spiele ausgezeichnet.

## Belege
1. 1 2 3 4 5 6 7 8  Spielregeln für Kerala: Der Weg der Elefanten bei brettspiele-magazin.de; abgerufen am 9. Mai 2017.
2. ↑  
Versionen von Kerala: Der Weg der Elefanten in der Datenbank BoardGameGeek; abgerufen am 9. Mai 2017.
3. ↑  Die ausgezeichneten Spiele 2016: Spiel der Spiele 2016 auf spielepreis.at, 25. Juni 2016; abgerufen am 9. Mai 2017.